# Francis Bacon

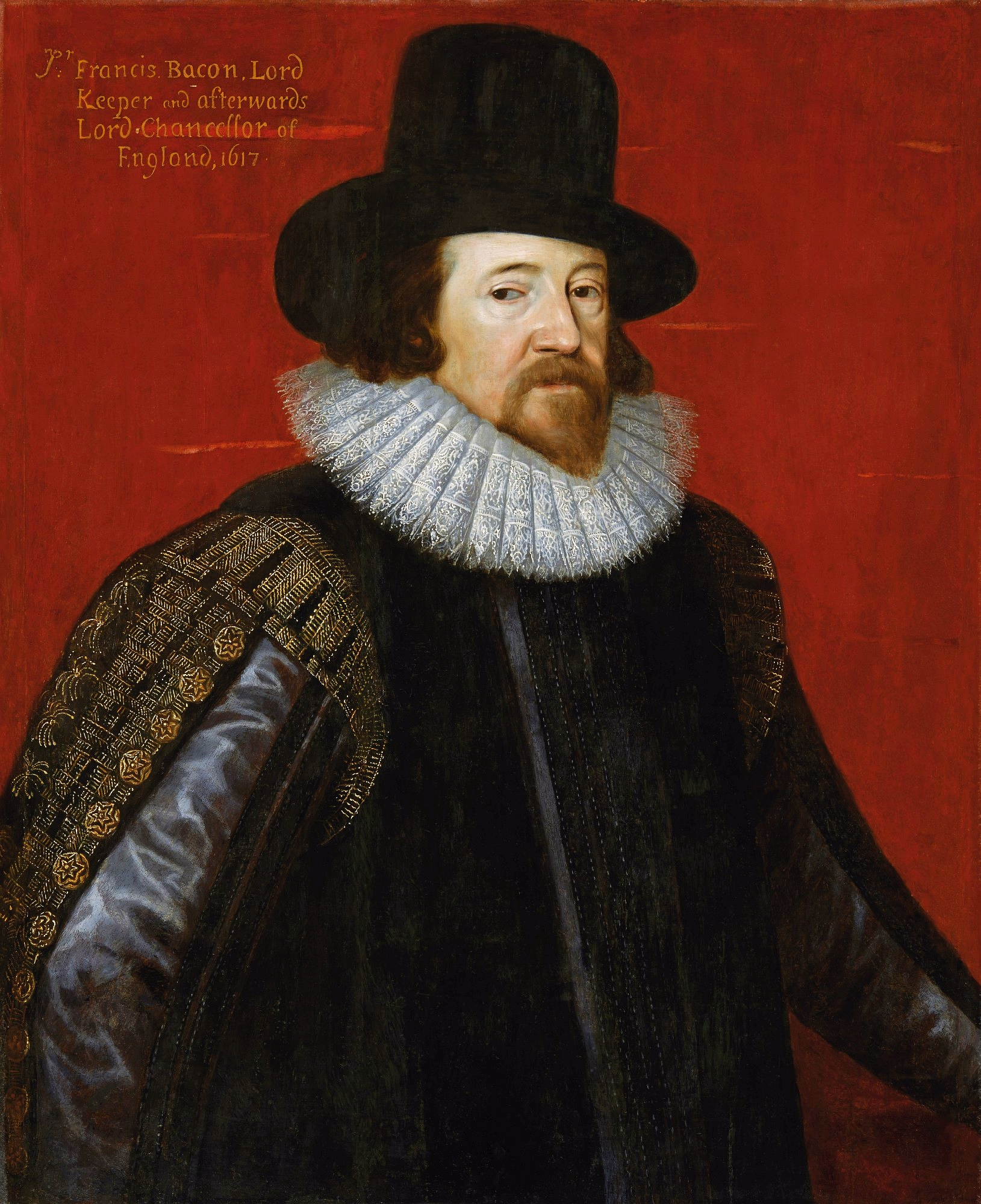
Porträt von Sir Francis Bacon. Frans Pourbus (1617), Łazienki-Palast Warschau

Francis Bacon, 1. Viscount St. Albans, 1. Baron Verulam (genannt auch Bacon von Verulam; * 22. Januar 1561 in London; † 9. April 1626 in Highgate bei London), war ein englischer Philosoph, Jurist und Staatsmann, der als Wegbereiter des Empirismus gilt.

## Leben

### Biographie

#### Familie
Francis Bacon wurde am 22. Januar 1561 in London als der jüngere der beiden Söhne aus der zweiten Ehe von Sir Nicholas Bacon, als Lord Keeper of the Great Seal Inhaber des höchsten juristischen Staatsamtes, unter Elisabeth I. geboren. Seine Mutter war Anne Cooke Bacon, deren Schwester mit Lord Burghley verheiratet war. Lady Anne war sehr religiös. Sie war Anhängerin des Puritanismus, der sich gegen staatliche Regulierungen verwahrte. Sie war außerordentlich gebildet, perfekt im Lateinischen und Griechischen sowie in den neueren Sprachen Französisch und Italienisch. Sie hatte einen großen Einfluss auf ihre Söhne, die zunächst im Hause erzogen wurden.
Aus der ersten Ehe des Nicholas Bacon mit Jane Fernley (um 1518 bis etwa 1552) hatte Francis Bacon drei Halbbrüder. Mit seinem Bruder Anthony war er bis zu seinem Tod freundschaftlich und beruflich verbunden. Die Religiosität seiner Mutter und das politische Leben seines Vaters prägten sein Leben und sein Weltbild. Beide lebten ihm vor, die Verpflichtung gegenüber dem Volk höher zu bewerten als sein persönliches Glück.

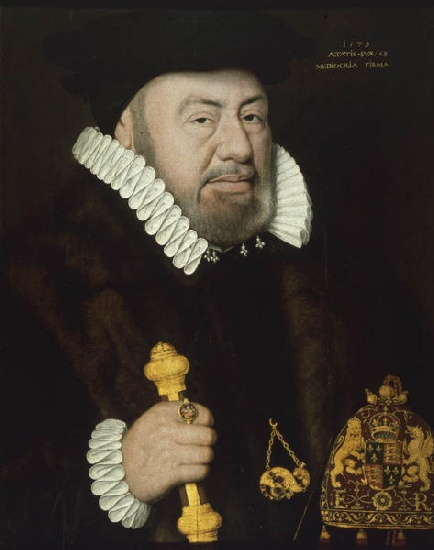
Sir Nicholas Bacon (1510–1579), der Vater (Porträt von 1579, Künstler unbekannt)

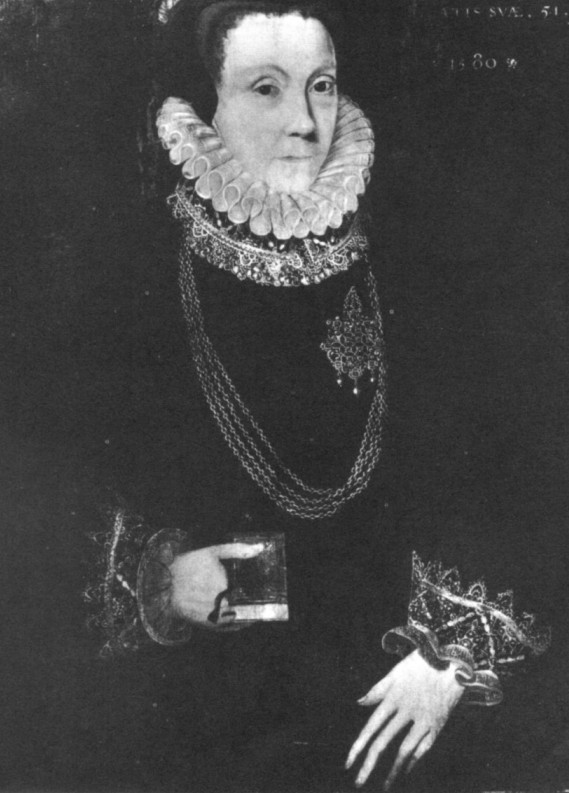
Anne Cooke Bacon (1527–1610), die Mutter, zweite Ehefrau des Vaters

#### Ausbildung
Im Alter von 13 Jahren kam er aufs Trinity College in Cambridge, wo er Medizin und Jura studierte und bei seinem älteren Bruder Anthony Bacon (1558–1601) wohnte. Wie in anderen renommierten Schulen auch, so war es auch im Trinity College noch üblich, das Einpauken des Lernstoffes dem eigenen Denken vorzuziehen. Selbst Texte der mittelalterlichen Reformer Duns Scotus, William von Ockham und Roger Bacon wurden nicht gelesen. Möglicherweise stammt schon aus dieser Zeit seine Abneigung gegen „fruchtlose“ aristotelische Philosophie nach Art der Scholastik.
1576 wurden die Brüder Bacon bei der societas magistrorum (d. h. Lehrkörper) von Gray’s Inn (einer der vier Juristenschulen in London) aufgenommen. Wenige Monate später gingen sie ins Ausland zu Sir Amias Paulet, dem englischen Botschafter in Paris. Die turbulente Lage von Frankreichs Regierung und Gesellschaft zur Zeit der Regentschaft Heinrichs III. bot dem Attaché Francis Bacon wertvolles politisches Anschauungsmaterial.
Im Februar 1579 kehrte er wegen des plötzlichen Todes des Vaters nach England zurück. Sir Nicholas hatte nicht mehr für die finanzielle Absicherung seines Jüngsten sorgen können. Es wurde notwendig, einen Beruf zu ergreifen, und Bacon nahm noch 1579 sein Studium der Rechtswissenschaft an den Inns of Court (Gray’s Inn) wieder auf. 1582 erwarb er einen Abschluss und ließ sich als Barrister (Anwalt) nieder. 1581 wurde er erstmals als Abgeordneter ins House of Commons gewählt, dem er bis 1618 angehörte. Ab 1588 war er an der Gray’s Inn als lecturer tätig.
Bacons Lebensentwurf war damals dreigeteilt: Er bestand aus der Schaffung besserer Voraussetzungen für die Wissensproduktion im Interesse einer wissenschaftlich gültigen und technisch verwertbaren Wahrheitsfindung, aus dem praktisch-politischen Wunsch, seinem Land zu dienen, und aus der Hoffnung, etwas für die Kirche tun zu können. In einem Brief an Königin Elisabeth bat er 1584 um Unterstützung für seine großen Pläne. Dieses politische Memorandum fand wenig Widerhall. Erfolg als Anwalt und Parlamentarier zu haben, schien in dieser Hinsicht aussichtsreicher zu sein.

#### Konflikte und Heirat
Zu Beginn der 1590er Jahre hatte er in Robert Devereux, 2. Earl of Essex, einen Patron gefunden, dem er als politischer Berater diente und der ihn förderte. Sein Widerspruch gegen die kurze Zahlungsfrist von drei Jahren für dreifache Subsidien der Regierung ließ Bacon 1593 bei Königin Elisabeth I. in Ungnade fallen. Alle Versuche Bacons, die Gunst der Königin zurückzugewinnen, scheiterten, ebenso Essex’ Interventionen zu seinen Gunsten.
Gegen Bacons Rat übernahm Essex 1598 das Kommando des Feldzugs gegen die aufständischen Iren. Sein Misserfolg ließ Essex in Ungnade fallen. Er wurde unter Hausarrest gestellt und sein wertvolles Rotweinimport-Monopol eingezogen. Daraufhin versuchte er einen Staatsstreich, der jedoch scheiterte und zum völligen Verlust seiner einstigen Günstlings-Stellung bei Königin Elisabeth I. führte. Bacon wurde von der Königin beauftragt, gegen Essex zu ermitteln und an dem Prozess gegen den Earl im Jahre 1601 als „learned counsel“ (Vertreter der Krone) teilzunehmen. Essex versuchte, Bacon vor dem Kronrat zu belasten, was Bacon mit Mühe verhindern konnte.

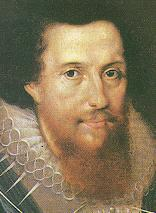
Devereux, 2. Earl von Essex.

 Das Verhalten Bacons im Falle Essex’ hat für Auseinandersetzungen in der Literatur gesorgt. „Nach Lage der umfangreichen Dokumente war der Tathergang eindeutig …“, schrieb Krohn. Ein möglicher Versuch, sich dem Befehl Elisabeths I. zu entziehen, hätte Bacon selbst verdächtig gemacht. Schon zu Lebzeiten wurde Bacon öffentlich von seinen Freunden und Anhängern von Essex dafür getadelt, dass er gegenüber einem Freund verräterisch und undankbar gehandelt habe. Seine Gegendarstellung wurde nicht akzeptiert.
Francis Bacon heiratete mit 45 Jahren aus finanziellen Gründen Alice Barnham (1592–1650), die vierzehnjährige Tochter des Londoner Stadtrats und Unterhausabgeordneten Benedict Barnham (1559–1598). Davon abgesehen hält sich ein Gerücht über Bacons Homosexualität. John Aubrey zeigte sein Missfallen über Bacons sexuelle Orientierung, und der puritanische Moralist Sir Simonds D’Ewes, der mit Bacon im Parlament saß, erwähnt die Neigung Bacons in seiner Autobiographie. In der Druckfassung von 1845 wurden die entsprechenden Passagen allerdings zensiert.
Erst unter Jakob I. gelang es ihm, politisch aufzusteigen. Im Zuge der Krönungsfeierlichkeiten wurde Bacon am 23. Juli 1603 – als einer von 300 Gefolgsleuten – zum Knight Bachelor geschlagen, was wohl auf Bitten seines Vetters Robert Cecil erfolgte. Im Jahr 1607 wurde er zum Generalstaatsanwalt (Solicitor General) ernannt. In dieser Eigenschaft klagte er unter anderem Walter Raleigh an, was zu dessen Verurteilung zum Tod führte. Bacon war möglicherweise selbst an Folterungen beteiligt, gesichert ist das jedoch nicht. Er war in seiner Funktion als Lordkanzler Zeuge der Folterung des aufrührerischen Priesters Edmund Peacham und unterschrieb – gemeinsam mit etlichen anderen Amtspersonen – die Empfehlung, auch den dissidenten Schulmeister Samuel Peacock auf der Streckbank zu befragen. Persönlich hatte er allerdings kein Vertrauen in diese Methode, da Menschen lügen würden, um die Schmerzen zu beenden. 1613 stieg er, nach dem Tod seines Vorgängers, zum Generalfiskal (Attorney General) auf. 1617 wurde er Lord Keeper of the Great Seal, 1618 wurde er zum Lordkanzler ernannt und am 12. Juli 1618 als Baron Verulam (auch Baron Bacon of Verulam) zum erblichen Peer erhoben. Am 27. Januar 1621 wurde er zum Viscount St. Albans erhoben.
Wenig später wurde er im Zusammenhang mit der strittigen Bewilligung von Haushaltsmitteln der Bestechlichkeit bezichtigt. Bacon vertrat in dieser Auseinandersetzung die Interessen der Krone gegen das Parlament, das eine Untersuchungskommission einsetzte, um weitere Geldmittel zu blockieren und bereits ausgezahlte zurückzufordern. In dieser Untersuchung wurden 27 Zeugen befragt, die Bacon beschuldigten, Geldmittel angenommen zu haben. Das Gericht konnte einen Einfluss auf die Bewilligung von Geldern an Einzelne nicht bestätigen. Nach Geständnis und Verurteilung zu einer Geld- und Haftstrafe wurde er bis zu seinem Tod vom Hof verbannt. Das Strafmaß, das im Ermessen des Königs stand, betrug nur vier Tage. Die Geldstrafe wurde nie vollstreckt.

#### Schriftsteller

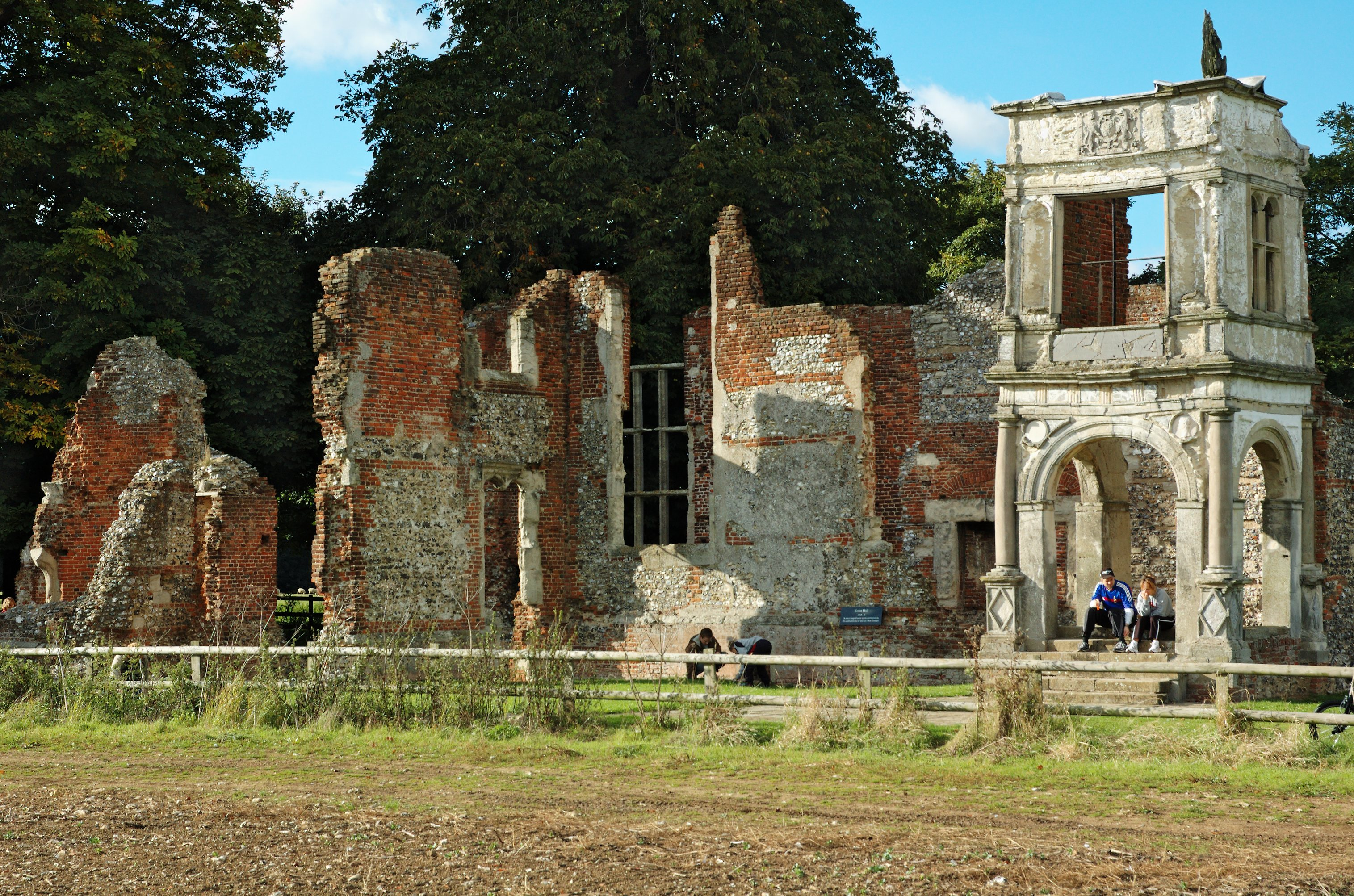
Ruine des Familienbesitzes in Gorhambury

Auf dem Familiensitz in Gorhambury widmete er sich intensiv schriftstellerischen Tätigkeiten. Als Staatsmann und Parlamentarier hatte er sich immer wieder schriftlich an den Hof gewandt. 1597 veröffentlichte er eine Sammlung politischer Aufsätze. 1605 folgte The Advancement of Learning, ein erfolgloser Versuch, Unterstützer für die Veränderung der Wissenschaften zu finden. 1609 erschien unter dem Titel On the Wisdom of the Ancients eine Analyse der klassischen griechischen Mythologie.
Es entstanden einige Zeit später das bekannte Novum Organum (1620) und The History of Henry VII. (1622). Ebenfalls 1622 erschienen Historia Ventorum und Histora Vitae et Mortis, zwei naturwissenschaftliche Veröffentlichungen, in denen Bacon sich zu Winderscheinungen äußerte und Ideen für eine gesunde, lebensverlängernde Lebensführung vortrug. Schließlich folgten zur Reformidee der Wissenschaften 1623 De Augmentis Scientiarum und 1624 eine utopische Erzählung über The New Atlantis.
Am 9. April 1626 starb er in Highgate (damals nahe London) an den Folgen des einzigen von ihm überlieferten empirischen Versuches: Beim Experiment, ob sich die Haltbarkeit toter Hühnchen durch Ausstopfen mit Schnee verlängern ließe, zog er sich eine Erkältung zu und erlag wenig später einer Lungenentzündung. Er hinterließ Schulden in Höhe von 22 000 £.
Da er kinderlos starb, erloschen seine Adelstitel.

### Bacon und Shakespeare
Im Jahr 1856 wurde von Delia Bacon zum ersten Mal behauptet und dann in ihrem Buch The Philosophy of Shakespeare’s Plays (1857), der frühesten Anti-Stratford-Monographie, wiederholt, dass Bacon die Shakespeare-Werke verfasst habe. Sie entwickelte die Ansicht, dass sich hinter den Shakespeare-Stücken eine Gruppe von Schriftstellern mit Francis Bacon, Sir Walter Raleigh und Edmund Spenser verberge.
Constance Pott (1833–1915) unterstützte eine modifizierte Sicht; sie gründete 1885 die Francis Bacon Society und veröffentlichte 1891 ihre auf Bacon zentrierte Theorie unter dem Titel Francis Bacon and His Secret Society. Die Bacon-Gesellschaft vertritt noch heute die These, Bacon sei der eigentliche Verfasser der Werke Shakespeares. Von der wissenschaftlichen Shakespeare-Forschung wird diese Behauptung – wie auch weitere über eine andere Verfasserschaft der Shakespeare-Werke – abgelehnt.

## Werk

### Schriften

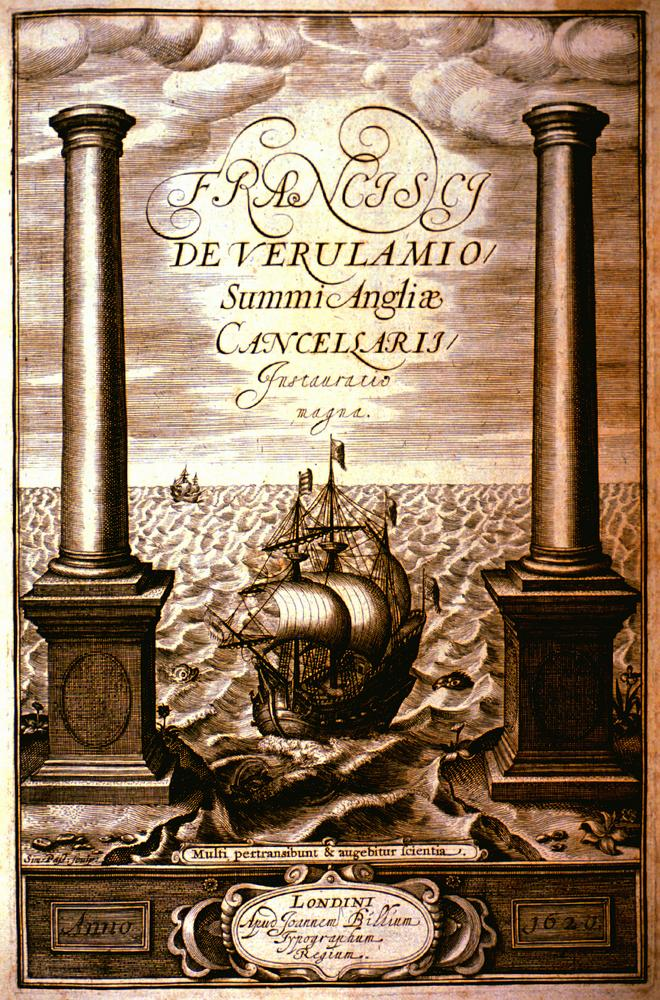
Titelblatt der Enzyklopädie Instauratio magna, London 1620

Aus Francis Bacons Doppelkarriere als Philosoph und Politiker ergab sich, dass er zahlreiche philosophische, literarische und juristische Schriften verfasste, die aber nicht immer sogleich publiziert wurden. Nach frühen politischen Denkschriften, u. a. für Königin Elisabeth, veröffentlichte Bacon erstmals einige seiner „Essays“ 1597.
Als seine beiden Hauptwerke betrachtete Bacon selbst De dignitate et augmentis scientiarum (Über die Würde und den Fortgang der Wissenschaften), das ein erster Versuch einer Universalenzyklopädie genannt werden kann, und Novum organum scientiarum (1620), die Prinzipien einer Methodenlehre der Wissenschaften. De augmentis… ist eine erweiterte Fassung seines früheren Werkes Advancement of Learning (1605) und stellt nicht nur eine systematische Übersicht über den Wissensstand seiner Zeit dar, sondern skizziert zudem künftige Gebiete der naturwissenschaftlichen Forschung. Diese beiden Schriften waren nur als Teil eines wesentlich umfassenderen Werkes gedacht, das Bacon geplant, jedoch nie vollendet hat.
1609 erscheint in London seine – sehr populäre – Interpretation antiker Mythen Francisci Baconi De Sapientia Veterum Liber. Er vergleicht sie mit Hieroglyphen oder Parabeln, deren wissenschaftlichen Kern er offenlegen und so für die Erweiterung der Kenntnisse seiner Zeit nutzbar machen möchte. Der Historiker und Philosoph Kuno Fischer geht zwar davon aus, dass Bacon mit seinen phantasievollen Interpretationen den eigentlichen Sinn der Mythen verfehle, jedoch sei die Beschäftigung damit für Bacons Philosophie bedeutsam gewesen.
Etwa im Jahr 1614 schreibt er mit Nova Atlantis eine wirkungsgeschichtlich folgenreiche Utopie, in der er unter anderem die Gründung wissenschaftlicher Akademien nach seinen Vorstellungen anregt (unvollendet – erstmals im Druck in seinem Todesjahr). Er schildert dazu einen Tempel auf der Insel Bensalem (Friedenssohn), wo seine Schätze, seine Wissenschaftsideen, von weisen Männern, die Wissenschaftler und Priester in einer Person sind, aufbewahrt und gehütet werden.
Besondere Wirkung auf seine Zeitgenossen haben seine Essays (1597 erstmals erschienen, ein „Longseller“, der bis heute bei den englischen Buchhändlern ununterbrochen lieferbar ist), die 1612 von zehn auf 38 erweitert wurden und schließlich in die aus 58 Aufsätzen bestehende Fassung von 1625 unter dem Titel The Essayes or Counsels, Civill and Morall; zusammengefasst wurden. Nicht nur mit den Essays – für den Titel haben vermutlich Montaignes Essayes Pate gestanden –, auch mit anderen Werken ist Bacon einer der einflussreichsten englischen Schriftsteller seiner Zeit; er versteht wie kein Zweiter, Farbigkeit der Sprache mit Durchsichtigkeit, gedankliche Fülle mit Klarheit zu verbinden. Seine bildhafte Sprache macht die von ihm erörterten Gegenstände anziehend und anschaulich. In Verbindung mit der Klarheit seines Methodenbewusstseins ist dieser Stil auch ein Element seiner ungewöhnlichen Wirkung auf Zeitgenossen und Nachwelt.
Bacons Sekretär und Nachlassverwalter William Rawley (1588–1667) hat dafür gesorgt, dass die vielen Werke, die Bacon in den Jahren nach seiner Entlassung aus allen Ämtern und der Verbannung aus London geschrieben, aber nicht mehr publiziert hat, postum veröffentlicht wurden.

### Bacons wissenschaftliche Beiträge
In Cambridge bringt ihn das Studium verschiedener damaliger Disziplinen zu dem Schluss, dass in den Wissenschaften sowohl die angewandten Methoden als auch die erlangten Ergebnisse fehlerbehaftet seien. Die aktuelle Philosophie der Scholastik erscheint ihm als öde, streitlustig und falsch in ihren Zielsetzungen. Die Philosophie brauche einen wahren Zweck und neue Methoden, um neues Denken und Forschen sowie im Ergebnis gesellschaftlich relevante Erfindungen zu ermöglichen. „Denn die Wohltaten der Erfinder können dem ganzen menschlichen Geschlecht zugute kommen.“ (NO I, Aph. 129.)

#### Grundsätze und Experimente
Oft wird Bacon mit der Formel „Wissen ist Macht“ zitiert. Die damit verbundenen Überlegungen finden sich vor allem im Ersten Buch des Novum Organum. Man unterstellte ihm – mit einer aus dem Zusammenhang gerissenen Textstelle – das, was später in der Aufklärung die Naturwissenschaft weitgehend bestimmt hat: Er habe Naturkenntnisse nur als Instrumente der Naturbeherrschung im Interesse des Fortschritts im Blick. Eine umfassendere Sicht auf Bacons Texte lässt seine Absichten in anderem Licht erscheinen.
Der Mensch – so Bacon – könne die Natur nur dann beherrschen, wenn er sie kenne und ihr folge. Um dies zu erreichen, sei es nötig, „Grundsätze“ bzw. „Prinzipien“ zu finden, die das Denken unterstützen können, Zusammenhänge zwischen Ursache und Wirkung in der Natur zu erfassen. Diese Zusammenhänge sollten in Experimenten überprüft, auf neue Fälle angewendet und eventuell verändert werden. „So geht es abwechselnd bergauf und bergab von den Grundsätzen zum Tun und vom Tun zu den Grundsätzen.“ (NO I, Aph. 103)
Dieser differenzierten Ansicht standen zu seiner Zeit die Grundsätze der Scholastiker entgegen, die religiös motiviert und dialektisch-logisch abgeleitet worden waren. Sie wurden – ohne experimentell nachgeprüften Zusammenhang mit der wirklichen Natur der Dinge – als gegeben vorausgesetzt und als Grundlage der scholastischen Wissenschaft verwendet: Diese Vorgehensweise hielt Bacon als „Methode der Antizipationen“ für ungeeignet, um in den Wissenschaften Neues bewirken zu können.

#### Interpretation anstatt Antizipation
Der „Methode der Antizipation“ stellte er seine „Methode der Interpretationen“ (true directions concerning the interpretation of nature) gegenüber, die auf das genaue und gründliche Nachvollziehen natürlicher Vorgänge abzielt. Die bisher angewendete antizipatorische Methode kommt allein mit logischen Schritten vorschnell – ausgehend von Einzelfällen und ohne gründliche Einbeziehung weiterer natürlicher Vorgänge – zu abstrakten Begriffen – und verharrt da. Die neue „Methode der Interpretation“ geht von verschiedenen Einzelfällen der Natur aus und schließt von ihnen auf erste Verallgemeinerungen, sogenannte Kernsätze. Diese werden wieder auf andere Einzelfälle angewandt, welche die ersten Kernsätze für den Fall neuer Sachverhalte modifizieren. Diese Methode wird fortgesetzt forschend angewendet.
Sie nötigt auch zur Unterwerfung unter die Natur (scholastische Wissenschaftler verstehen sich im biblischen Auftrag als göttlich beauftragte Herren der Natur): „natura parendo vincitur“. (Deutsch: Die Natur wird besiegt, indem man sich von ihr leiten lässt.) Dazu hätten sich Wissenschaftler ihrer verschiedenen Arten von Vorurteilen zu entledigen, die Bacon Idole nennt. Vorurteile bzw. Idole trüben wissenschaftliche Sichtweisen oder verfälschen sie, ohne dass Wissenschaftler es merken. Eine wirkliche Einsicht in den Zusammenhang der Dinge erlangen Wissenschaftler ohne Trugbilder oder Vorurteile. Eine solche Art von Forschung erzeuge ein reales, wirkliches Bild der Natur, das unter neuen Sachverhalten immer wieder aufs Neue – verändert – erzeugt werden könne.

#### Die empirische Methode
Erstens genüge es nicht, einen durch Induktion gewonnenen Schluss zu akzeptieren und immer neue, bestätigende Beispiele hierfür zu suchen. Vielmehr müsse der Forscher die unerwarteten Fälle, die „negativen Instanzen“ mit besonderer Sorgfalt prüfen; das seien die Fälle, die eine Ausnahme von einer bisher gültigen Regel belegen. Denn in der Philosophie genüge bereits ein einziges Gegenbeispiel, die (angeblich bereits bewiesene) Wahrheit einer Folgerung zu widerlegen (damit hat er das Falsifikationsprinzip formuliert). Die Sicherheit der Erfahrung nimmt in dem Maß zu, wie es gelingt, unerwartete Erfahrungen mit zu berücksichtigen bzw. sie zu widerlegen. Die Prüfung dieser „negativen Instanzen“ sollen „leichtfertige Annahmen“ verhindern.

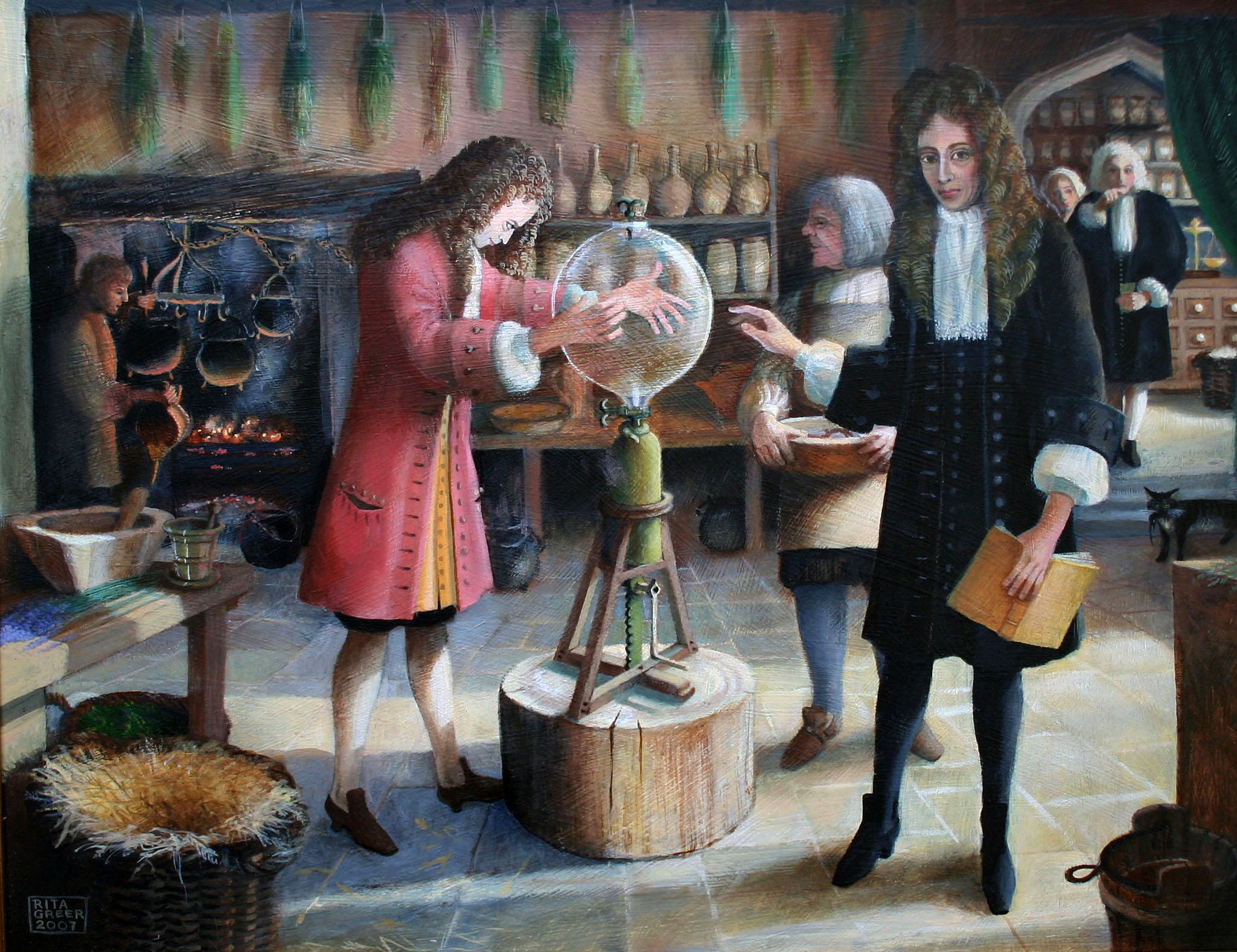
Robert Hooke und Robert Boyle, Wissenschaftler Anfang des 17. Jhs., erproben eine selbstentwickelte Pumpe für chemische Versuche

Zweitens zeigt sich Bacon davon überzeugt, dass menschliches Wissen zunimmt bzw. kumulativ ist. Damit distanzierte er sich von der Ansicht der Scholastiker, die davon ausgingen, alles Wesentliche, was der Mensch wissen könne, sei bereits in der Heiligen Schrift sowie in kirchlich anerkannten Werken – wie z. B. denen des Aristoteles – enthalten. Daher wurden Fakten nicht durch konkrete Anschauung geprüft, sondern mit Aussagen solcher Autoritäten belegt. Zahlreiche Gebiete, die noch wissenschaftlich erforscht werden könnten, benennt er bereits in De augmentis … (u. a. Literaturgeschichte, Geschichte der Krankheiten, Handelswissenschaften). Die Vervollkommnung unseres Wissens zu immer höheren Graden ist ein zentrales, bis heute aktuelles Ziel, das Bacon der wissenschaftlichen Forschung vorgibt; wenn er dieses Thema behandelt, erreicht seine Rhetorik eine nahezu poetische Höhenlage.
Als Gegner spitzfindiger Diskussionen, die keine neuen Erkenntnisse bringen, setzt er drittens auf eingehende Naturbeobachtung und das Experiment – Empirie also. Mysteriöse gestaltende Wesen (formae substantiales), bzw. „Geister“ dürfen nach seiner Auffassung als Erklärung für physikalische Vorgänge nicht angenommen werden, sondern nur Naturgesetze, die durch Experimente und induktive Schlussfolgerungen gefunden werden. Dabei sollen (vor allem religiöse) auf Glauben gründende Bedingungen, die außerhalb eines Experimentes liegen (fines), für Schlussfolgerungen ausgeschlossen werden.
Viertens: Wissenschaftlich brauchbare Beobachtungen müssen wiederholbar sein. Aus diesem Grunde ist er entschiedener Gegner magischer oder kabbalistischer Praktiken. Aus eben diesem Grunde ist Bacon auch kritisch gegenüber der Intuition: intuitiv bzw. durch Analogieschlüsse gewonnene Behauptungen und Meinungen gehören nicht zu einer Forschung, die systematisch experimentell arbeitet und daraus Erkenntnisse gewinnt. Bacon bleibt methodologisch konsequent der experimentellen Erfahrung treu.

#### Fragwürdige Objektivität der Forschung
Bacons System der Idole hat ein Vorbild in Ciceros Typologie und dessen Konzeption, dass wir Menschen untereinander vier Arten von „Masken“ (in zeitgenössischer wissenschaftlicher Terminologie übertragen Verhaltensweisen) tragen. Es gebe erworbene und angeborene Vorurteile; letztere seien der Natur des Intellekts eigen. Bacon unterscheidet beim Forscher vier Gruppen dieser Idole:
1. Idola Specus (Höhlen-Trugbilder) nennt er diejenigen Idole, die sich aus den „individuellen seelischen und körperlichen Eigenarten, Erziehungselementen und Gewohnheiten“ ergeben. Bacon kritisiert damit philosophische Systeme mit Hinweisen auf Vorlieben, Abneigungen, Talenten und Schwächen ihrer Autoren. Er rät deshalb zur Selbstkritik.[24]
2. Idola Theatri (Trugbilder des Theaters/der Tradition), Irrtümer aus überlieferten, überzeugend dargelegten Lehrsätzen: „Dogmen“ oder Meinungen einer Autorität, die wir glauben, ohne zu „hinterfragen“. Dazu zählt Bacon nicht nur die unkritische Haltung der Scholastiker gegenüber „den Autoritäten“, sondern er kritisiert in diesem Zusammenhang auch die eher skeptischen Humanisten, soweit sie dogmatisch zwischen Geistes- und Naturwissenschaften trennen und die letzteren geringschätzen.
3. Idola Fori (Trugbilder der Tribüne/des Marktes) nennt er diejenigen Irrtümer, für die unser Sprachgebrauch verantwortlich ist. Diese Idola entsprängen der Gewohnheit, an die Stelle der Dinge Worte zu setzen: sie verwechseln die konventionellen Zeichen für die Dinge mit den Dingen selbst, den Marktwert mit ihrem Realwert – womit Bacon diesmal die „Realisten“ aufs Korn nimmt. Laut Hans-Joachim Störig[25] entspringen solche „idola fori“ bzw. stereotypisierte Begriffe „aus Berührung und geselligem Verkehr der Menschen untereinander. Eine besondere Rolle spielt dabei die Sprache als das wichtigste Instrument des zwischenmenschlichen Verkehrs.“ In diesen Überlegungen finden sich somit schon Aspekte einer Sprachkritik und Ideologiekritik wie in der neueren Philosophie und Soziologie.
4. Idola Tribus (Trugbilder der Gattung) sind für Bacon Fehler unseres Verstandes – am schwierigsten zu erkennen und zu vermeiden. Die Gattung Mensch neige naturgemäß dazu, Dinge und Vorgänge aus menschlicher Sicht zu sehen und zu beurteilen. Dabei verlören die Dinge der Natur ihre Eigentümlichkeit und würden von der Denkweise oder den Affekten des Forschers beeinflusst. Ein Beispiel ist für ihn die menschliche Neigung, plötzliche oder außergewöhnliche Vorgänge zu stark zu betonen.

Mit der Kritik an den idola tribus scheint Bacon sich der kritischen Philosophie Kants zu nähern. Für Bacon aber ist „Natur“ nicht etwas Unergründbares (Transzendentes), von dem im Geiste nur eine menschenmögliche Vorstellung (Transzendentales) erzeugt wird, sondern etwas Objektives, dessen wahres Wesen menschlicher Verstand sehr wohl zu erkennen vermag – falls es ihm nur gelingt, sich aus dem Bann trügerischer Bilder und Schlüsse zu lösen.

## Bacon im historischen Kontext

### Renaissance-Philosophie
Im Wesentlichen folgte Bacon mit seiner Idee, zur Erneuerung der Wissenschaft von Erfahrung auszugehen, einer Tendenz der Zeit. Der Unterschied zu anderen Renaissance-Wissenschaftlern ergab sich aus der jeweils verschiedenen Bedeutung von Erfahrung. Bacons Erfahrung ist sensualistische Erfahrung und schließt jede nichtsinnliche Erfahrung aus.

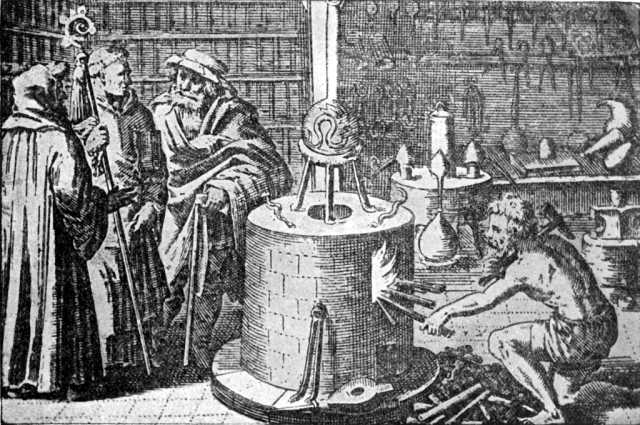
Labor eines Alchemisten

 Für Agrippa von Nettesheim beispielsweise, einen typischen und viel gelesenen Vertreter der Renaissance-Wissenschaften, war Erfahrung dagegen eine Mischung aus sichtbaren Fakten und aus daran gebundenen, geheimen Kräften, die unsichtbar, d. h. magisch wirkten. Dass dies zutreffe, bestätige die Erfahrung. Nettesheim verwendete daher in seinem über 300 Jahre rezipierten dreibändigen Werk „De occulta philosophia“ (Über die geheimen Wissenschaften, 1510) ganz selbstverständlich gängige Überzeugungen und Erfahrungen vom Wirken dieser Kräfte, um Naturphänomene zu erklären.
Der Renaissance-Philosoph Paracelsus verband seine Forschungen mit dem spekulativen Konzept einer alles umfassenden Beseelung von Organischem und Anorganischem. Auch er behauptete, die Wirkung dieser Allseele in der Erfahrung bestätigt zu sehen.

### Kritik Bacons
Aus seinem sensualistischen Ansatz entstand Bacons Kritik an Erfahrungswissenschaftlern seiner Zeit. Er lehnte diejenigen ab, die wissenschaftliche Erfahrungen mit Aberglauben und Theologie vermischten. Solche Erfahrungswissenschaftler – wie z. B. auch die Alchemisten seiner Zeit – richteten großen Schaden zum Nachteil der Menschen an. Philosophen wie Paracelsus löschten das „Licht der Natur“ aus und verrieten so die „Erfahrung“, schrieb Bacon. Aus seiner Sicht verhinderten solche Empiriker sogar neue Entdeckungen, weil sie vor allem ihrem Wunsch nach Gewissheit folgten und „Hals über Kopf … zu den letzten Gründen der Dinge“ Zuflucht nähmen, anstatt ausdauernd bei Versuchen, dem Erproben von allerersten Grundsätzen, auszuharren.
Dagegen erläuterte Bacon, dass die Erfahrung magischer Kräfte oder anderer spekulativen Zusammenhänge zwischen den Naturphänomenen nichts weiter als Antizipationen seien, d. h. gemeinsam geteilte irrtümliche Annahmen (Vorurteile). Letztere dienten nur dazu, Einvernehmen zwischen Menschen herzustellen. Sie seien wissenschaftlich aber ohne Belang, da diese Dinge unsichtbar seien und ausschließlich auf Glauben beruhten.
Diese irrtümlichen Annahmen, die idola, hält Bacon für die Folgen des Spracherwerbs in der Familie und im gesellschaftlichen Kontakt mit anderen. Es werden im gesellschaftlichen Verkehr Worte für nicht sinnlich wahrnehmbare Dinge und unklare Termini erworben, an denen Menschen dann festhalten. Auch das Aneignen einer bestimmten Fachsprache im Studium und in der Ausübung der Wissenschaften führe zu irrtümlichen Annahmen und unbrauchbaren Ergebnissen. Sie sollten durch verbessertes Nachdenken, durch eine neue Logik abgebaut werden, die sich an der Sache statt an den methodischen Vorgaben von Autoritäten, wie Aristoteles und Thomas von Aquin, orientiere.
Der Forscher könne, wenn man Bacon folge, wohl nur „als Kind … in das Himmelreich“ der Wissenschaften kommen, bemerkte Feuerbach dazu. Um ein Kind zu werden, ergänzte er, müsse ein Forscher sich von allen Theorien, Vorurteilen und Autoritäten frei machen.
Die Untersuchung dieser Idole sei, so Perez Zagorin, der bedeutendste und eigenständigste Beitrag Bacons zur Philosophie. Vergleichbares sei von früheren Denkern bisher nur am Rande bzw. überhaupt nicht erwähnt worden.

### Idealismus
Bacon beherrsche die Erfahrungsphilosophie nach ihm, schrieb Kuno Fischer. Der Naturalismus Hobbes’, der Sensualismus Lockes, der Idealismus Berkeleys und der Skeptizismus Humes seien in Bacons Philosophie angelegt und prägten sich bei diesen vier Philosophen im Zuge einer notwendigen historischen Entwicklung aus, die ihre eigenständige Bedeutung relativiere. Die Frage, ob Erfahrung alle menschlichen Fragen beantworten könne, wird aus Fischers Sicht verneint.
Philosophen, wie der Neukantianer Vorländer oder der Dialektiker des Weltgeistes Hegel und ihre Nachfolger gehen, wie Fischer, davon aus, dass Erfahrung den philosophischen Anforderungen einer Grundlegung der Wissenschaften nicht genüge. Vorländer vermisst bei Bacon die apriorische Begründung, wie sie von Kant geliefert worden sei, und die mathematische, wie Kepler und Galilei sie entwickelt haben.
Hegel fehlt in Bacons Philosophie die, von ihm erwartete, spekulativ-abstrakte Begründung. „Seine praktischen Schriften“, so schrieb er über seine Bacon-Lektüre, „sind besonders interessant; große Blicke findet man aber nicht …“.

### Autodidakten

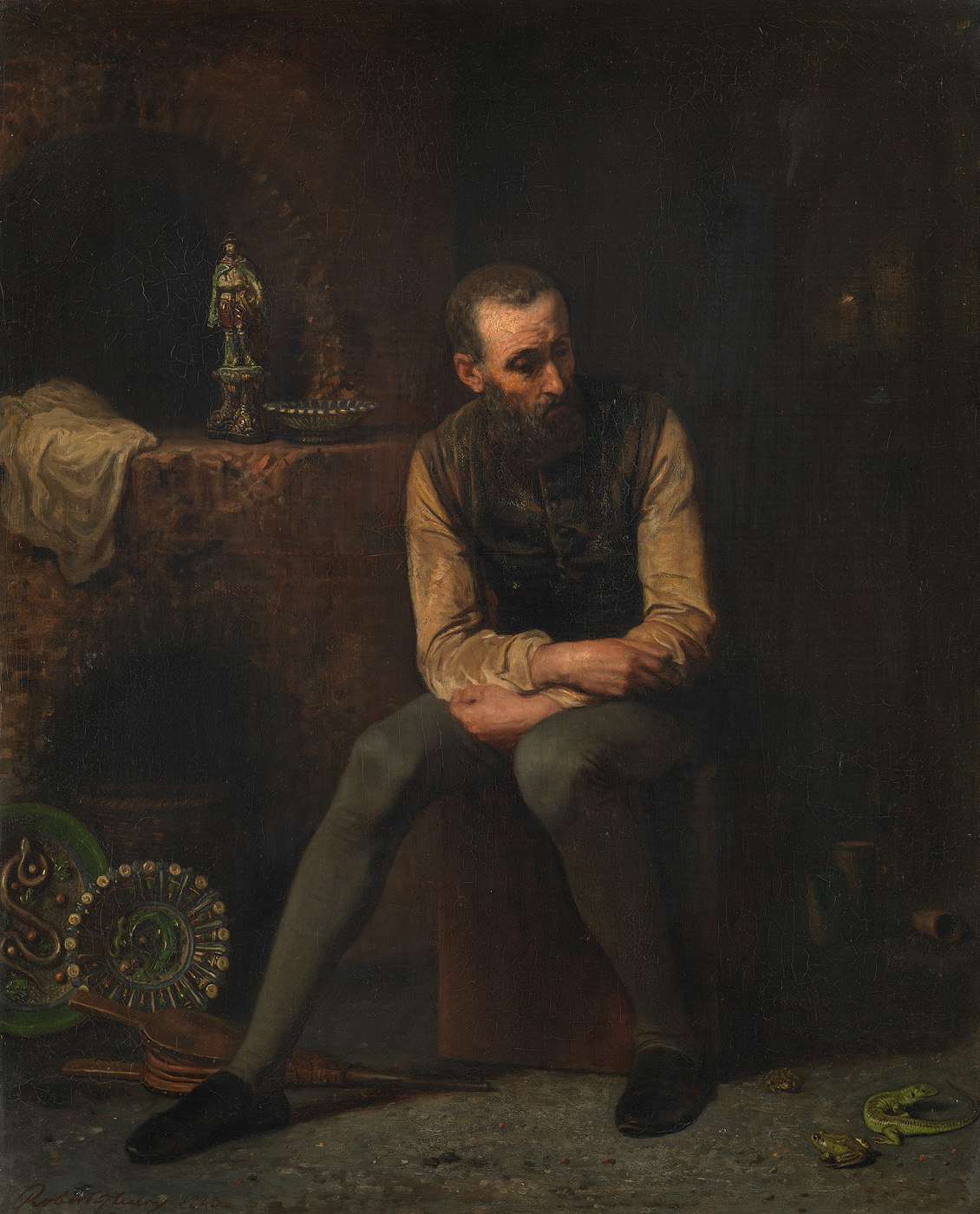
Bernard Palissy in seiner Werkstatt.

Autodidaktische Beiträge zu wissenschaftlichen und praktischen Themen vor allem von Künstlern lassen sich schon für das 15. Jahrhundert belegen. Unter ihnen waren Ghiberti, Uccello, Piero della Francesca, Leonardo und Dürer. Auch sie gingen für ihre Kunsttheorien grundsätzlich davon aus, dass sich nur durch die Erfahrung der Natur bildnerische Vorstellungen entwickelten.
Möglicherweise entsprach das, was der französische Renaissance-Künstler Bernard Palissy im 16. Jh. mit Erfahrung bezeichnete, dem, was Bacon sich unter Erfahrung vorstellte. Palissy hatte – ohne schulische und universitäre Ausbildung – schon vor den Veröffentlichungen Bacons, ähnlich wie Leonardo, die eigene Erfahrung und eigenes Denken zur Maxime der Optimierung seiner vielfältigen Kenntnisse und Fertigkeiten erklärt und diese Idee publiziert.
Palissy demonstrierte seine Lernerfolge mit der neuen, empirischen Methode zwischen 1575 und 1584 vor gebildeten Vertretern der Pariser Gesellschaft in gut besuchten Vorträgen und Diskussionen. Palissy und Bacon haben sich einige Jahre lang zur gleichen Zeit in Paris aufgehalten. Möglich ist daher, dass sie sich kennengelernt haben und der fast siebzigjährige Palissy den sechzehnjährigen Bacon während eines Vortrags inspiriert hat.

## Rezeption

### Gesamtbeurteilungen

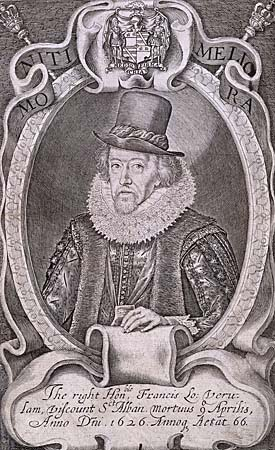
Francis Bacon, 1. Viscount St. Albans

Das Bild des Francis Bacon, das die Nachwelt gezeichnet hat, ist zwiespältig: Einerseits wird er als machtgierig und hinterhältig beschrieben. Bacons Handlungen lassen ihn zeitweise gegenüber dem jeweiligen Herrscher nicht nur als diensteifrig, sondern geradezu unterwürfig erscheinen: so etwa im Prozess gegen seinen einstigen Förderer, den Earl of Essex (1601), oder bei dem Verfahren 1621 gegen sich selbst, in dem er sich zum Bauernopfer machen ließ.
Seine philosophischen Ideen zeigen ihn andererseits als einen eigenständigen Denker, einen der „geistigen Gründerväter“ der modernen Naturwissenschaften, als Anreger vorurteilsloser experimenteller Forschung.
Dieses zwiespältige Bild findet sich u. a. bei Hegel. Bacon, so Hegel, sei trotz „der Verdorbenheit seines Charakters“ ein Mann von Geist, klar blickend und kenntnisreich gewesen. Man könne ihn als „Führer, Autorität und Urheber für das experimentierende Philosophieren“ nennen. Ihm fehle allerdings die für einen Philosophen unbedingt erforderliche Fähigkeit zur Spekulation mit abstrakten Begriffen und Gedanken.
Von Arthur Schopenhauer wird Bacon als Beispiel dafür angeführt, dass „sogar die höchste intellektuelle Eminenz […] zusammenbestehen [kann] mit der ärgsten moralischen Verworfenheit“. (Es geht Schopenhauer hier um die relative Unabhängigkeit von moralischem Gefühl und geistigen Fähigkeiten, d. h. bei ihm von Willen und Intellekt.)
Manfred Buhr hält die zwiespältigen Beurteilungen Bacons für die Folge des irrtümlichen Denkens, dass Philosophieren eine „rein geistesgeschichtliche Bewegung“ sei. Es werden dabei deren gesellschaftliche Bedingungen ignoriert. Er bezeichnet Bacon als „wahren Stammvater des englischen Materialismus und aller modernen experimentierenden Wissenschaft“.
Wolfgang Krohn charakterisiert Bacons Philosophie als eine Philosophie der Forschung. Bacon sei überzeugt gewesen, dass die Zeiten großer philosophischer Systeme vorbei seien. Nur mit experimentellen Methoden und neuen vorurteilsfreien Interpretationen der Ergebnisse könne die philosophische Welterkenntnis vorangebracht werden. Seine Vorstellungen wurden zu Leitideen der wissenschaftlichen Bewegung in England in der Mitte des 17. Jahrhunderts. Sie finden sich auch in den Gründungen der wissenschaftlichen Akademien und Gesellschaften im 17. und 18. Jahrhundert wieder.
Wie Francis Bacon forderten um die Wende zum 17. Jahrhundert auch andere Renaissance-Vertreter von der Erfahrung ausgehende Forschung: Galileo Galilei in Pisa, Venedig und Florenz, Johannes Kepler in Prag, Christoph Scheiner in Ingolstadt, William Gilbert und William Harvey in London (um nur einige zu nennen) machten präzise Beobachtungen zum Ausgangspunkt ihrer Arbeiten.
Für Voltaire ist Bacon „der Vater der experimentellen Philosophie“, erwähnen Horkheimer und Adorno. Sie selber sehen in ihm den Vertreter einer ‚instrumentellen Vernunft‘ und damit einer vor allem auf Naturbeherrschung abzielenden Aufklärung:

„[…] Trotz seiner Fremdheit zur Mathematik hat Bacon die Gesinnung der Wissenschaft, die auf ihn folgte, gut getroffen. […] der Verstand, der den Aberglauben besiegt, soll über die entzauberte Natur gebieten.“

Heute gilt Bacon – neben Descartes – als empirisch-rationalistischer Naturphilosoph und Wissenschaftstheoretiker sowie als einer der Begründer der modernen Wissenschaftsmethodik.
Der US-amerikanische Wissenschaftsphilosoph Jerome Ravetz beschreibt ihn als einen „scharfsinnige[n] Mann, der ein gutes Empfinden für die Schwächen des menschlichen Intellekts und Geistes hatte“. Sein wahres Anliegen habe in einer „menschenfreundlichen“ Naturwissenschaft bestanden, doch sei dieses in Vergessenheit geraten „und nur die simplifizierte Gestalt des nach Tatsachen suchenden Bacon“ habe überdauert. 

„Wenn wir jedoch heute seine Werke wieder lesen, können wir in unserer Verwirrung und Bestürzung über die plötzliche Verwandlung, die die Wissenschaft über sich und über die Welt gebracht hat, neue Bedeutung in Stellen wie der folgenden finden:
‚Endlich möchte ich jedermann ein für allemal erinnern, der wahren Ziele der Wissenschaft eingedenk zu bleiben. Man soll sie nicht erstreben des Geistes wegen, nicht zum Streit, nicht um andere zu verachten, nicht des Vorteils oder des Ruhmes und der Macht oder anderer niederer Absichten willen, sondern zum Dienst und Nutzen für das Leben; in Liebe sollen sie es verbessern und leiten. Aus Begierde nach Macht sind die Engel, und aus Begierde nach Wissen sind die Menschen gefallen; aber in der Liebe gibt es kein Übermaß, und weder ein Engel noch ein Mensch ist durch sie je in Gefahr gekommen.‘ [So Bacon in der Vorrede zu Instauratio magna].“

### Kontroverse zuAn Advertisement
Ein durchgängiges Merkmal der Rezeptionsgeschichte sind nicht nur Äußerungen über die Zwiespältigkeit von Bacons Charakter. Auch seinen staatspolitischen Sichten wird gelegentlich weitreichend Negatives unterstellt. Die Interpretationen seiner 1622 verfassten Schrift An Advertisement Touching an Holy War (Bekanntmachung in Angelegenheiten eines Heiligen Krieges.) – vier Jahre nachdem der Dreißigjährige Krieg begonnen hatte – behaupten Mehrdeutigkeit und Unklarheit des Bacon-Textes mit politischem Bezug. Es geht um die Frage: Hat Bacon einen Heiligen Krieg gegen Muslime befürwortet?
Bacon schildert in dem Text eine Diskussion zwischen sechs Personen. Es geht um die Frage: Lässt sich ein Heiliger Krieg rechtfertigen, und wie? In der Diskussion wird auch auf konkrete Kriegsführungen in der Vergangenheit durch Christen Bezug genommen: u. a. auf die Kreuzzüge, auf die Inquisition und auf die gewaltsame Etablierung des Christentums. Ein Teilnehmer der Runde thematisiert durchgängig die Notwendigkeit eines Heiligen Krieges. Die Frage der Rechtfertigung wird nicht einvernehmlich beantwortet. Die Schrift endet mit Erläuterungen Einzelner zu ihrem Standpunkt.
Interpreten haben Vermutungen darüber angestellt, welchen Standpunkt Bacon in der Frage eines möglichen Heiligen Krieges bezogen hat. Sie kamen zu verschiedenen Schlussfolgerungen.
J. Max Patrick glaubte, dass Bacon einen Heiligen Krieg als Lösung für innenpolitische Probleme sähe. Nabil Matar meinte, dass Bacon die Protestanten dazu antreibe, einen Heiligen Krieg gegen die Muslime zu führen, um sie zu vernichten oder zu bekehren. Laurence Lampert ist dagegen der Auffassung, dass Bacon sich gegen jede Art religiösen Fundamentalismus richte. Diese Auffassung teilt auch Robert K. Faulkner. Es gehe Bacon um den Krieg der Aufklärung gegen die Religion und letztlich – so Faulkner – um die Befreiung der Menschheit aus den Fesseln der Religion.
Eine andere noch weitergehende Interpretation in dieser Frage stammt von Peter Linebaugh und Marcus Rediker. Die beiden Historiker konstruieren einen Zusammenhang zwischen Bacons Advertisement und ihrer Absicht, eine neue Geschichte der Eroberung des Atlantiks im 17. Jahrhundert aus dem Blickwinkel der Unterdrückten und Rebellierenden zu schreiben. Dabei unterstellen sie Bacon eine – aus ihrer Hypothese sich ergebende – „Theorie der Monstrosität“. In der Folge dieser Hypothese verwenden sie das Advertisement als durchgängiges Argument, um ihre Interpretation zu stützen. Sie behaupten, Bacon habe vorgeschlagen, Westinder, Kanaaniter, Piraten, Mörder und Wiedertäufer zu vernichten. Resultat ihrer Interpretation: In dem Kampf um die Eroberung des Atlantikraums zwischen Mächtigen (Herkules) und der Rebellion von unten (Hydra) habe sich Bacon mit seinem Text auf die Seite der Mächtigen gestellt. Er habe so die intellektuelle Grundlage für „eine eigene Semantik (wie)… Unterwerfung, Ausrottung, Beseitigung, Vernichtung, Liquidierung, Ausmerzung Auslöschung“ geschaffen. (S. 14)
Es gibt Verurteilungen Bacons in verschiedenen anderen Fällen, wie dem Prozess des Earls of Essex oder der Anklage gegen ihn selbst. Es gibt keine rechtfertigenden Äußerungen von ihm dazu. Als möglichen Kommentar Bacons könnte man eine Bemerkung aus seinem Essay Über Anhänger und Freunde verwenden: Einer, dessen Interpreten ihn deshalb schätzen, weil er „jedermanns Verdienst und Wert zu schätzen weiß“, hat die besten Interpreten.

## Bibliografie
Erstausgaben und Erstübersetzungen
- De dignitate et augmentis scientiarum oder Über die Würde und den Fortgang der Wissenschaften (1605)
- De sapientia veterum. London 1609
- Novum organum scientiarum oder Novum Organon (London 1620)
- Instauratio magna (engl.: The Great Instauration) (1620)
- An Advertisement Touching an Holy War. London, 1622
- History of the reign of Henry VII. London, 1622
- Historia vitae et morti: tit. atriola mort. London 1622.
- Essays oder Praktische und Moralische Ratschläge (1597 und 1625)
- Nova Atlantis (englisch: New Atlantis) (1627)
- Sylva sylvarum. London 1627
- Neues Organon. Erste deutsche Übersetzung von G. W. Bartoldy, 2 Bde., Berlin 1793.
- Neues Organon. Deutsche Übersetzung von J. H. v. Kirchmann. Berlin, 1870.

Moderne Ausgaben
- The Works, 14 Vol., collected and edited by James Spedding, Robert Leslie Ellis and Douglas Denon Heath. London 1857–1874. Reprint: Frommann-Holzboog, Stuttgart-Bad Cannstatt 1961 ff., ISBN 978-3-7728-0023-8
- Das Neue Organon. Deutsche Übersetzung von R. Hoffmann und G. Korf, hrsg. von Manfred Buhr. Berlin/Leipzig 1962.
- The Oxford Francis Bacon [OFB], General Editors: Graham Rees and Lisa Jardine
- (1996), vol. VI, ed. G. Rees: Philosophical Studies c. 1611–1619
- (2000), vol. IV, ed. M. Kiernan: The Advancement of Learning
- (2004), vol. XI, ed. G. Rees and M. Wakely: The Instauratio Magna: Part II. Novum Organum
- (2000), vol. XIII, ed. G. Rees: The Instauratio magna: Last Writings
- (2000), vol. XV, ed. M. Kiernan, The Essayes or Counsels, Civill and Morall.
- Neues Organon. Lateinisch-deutsch, hrsg. von Wolfgang Krohn. 2 Bde., Philosophische Bibliothek, Band 400a und 400b. Meiner, Hamburg 1990, ISBN 978-3-7873-0757-9 und ISBN 978-3-7873-0758-6
- The Major Works, Oxford University Press, 2002, ISBN 0-19-284081-9 (preisgünstige umfangreiche Auswahl)
- Neu-Atlantis, übers. von Günther Bugge, hrsg. von Jürgen Klein. Ditzingen 2003: Reclam, ISBN 3-15-006645-X
- Essays oder praktische und moralische Ratschläge, übers. von E.Schücking, hrsg. von L.L. Schücking, Nachwort von Jürgen Klein. Ditzingen : Reclam, 2005, ISBN 3-15-008358-3